# Mandy (film, 2018)
Pour l’article homonyme, voir Mandy.
Pour plus de détails, voir Fiche technique et Distribution.
Mandy est un drame d'horreur psychologique américain co-écrit et réalisé par Panos Cosmatos, sorti en 2018.

## Synopsis
En 1983, Red Miller vit avec sa petite amie artiste Mandy dans les bois du Nord-Ouest Pacifique, isolés du monde. Un jour, Mandy est attaquée par Jeremiah Sand, un chanteur folk devenu le gourou d'une secte. Avec l'aide d'une bande de motards, les Black Skulls, Sand tente de la convertir mais Mandy, après s'être moquée de lui, est brûlée vive sous les yeux de Red impuissant. Ivre de vengeance, Red rassemble un arsenal d'armes improbables pour se venger de Sand et de ses admirateurs. Mais, peu à peu, le monde se modifie et ressemble à une peinture de sa fiancée défunte... Aux frontières du réel, rien ne l'arrêtera pour mener sa vendetta.

## Fiche technique
Sauf indication contraire, les informations mentionnées dans cette section peuvent être confirmées par la base de données cinématographiques IMDb,  présente dans la section « Liens externes ».
- Titre original et francophone : Mandy
- Réalisation : Panos Cosmatos
- Scénario : Panos Cosmatos et Aaron Stewart-Ahn
- Musique : Jóhann Jóhannsson
- Photographie : Benjamin Loeb
- Montage : Brett W. Bachman
- Production : Daniel Noah, Josh C. Waller, Elijah Wood, Adrian Politowski, Martin Metz et Nate Bolotin
- Sociétés de production : SpectreVision, Umedia et XYZ Films
- Société de distribution : XYZ Films (États-Unis), Universal Pictures France (France)
- Pays d'origine :  États-Unis
- Langue originale : anglais
- Genre : drame d'horreur psychologique
- Durée : 121 minutes
- Dates de sortie : 
  - États-Unis 19 janvier 2018 (Festival du film de Sundance) ; 14 septembre 2018 (sortie nationale)
  - France : 12 mai 2018 (Quinzaine des réalisateurs du Festival de Cannes) ; 6 février 2019 (sortie nationale)
  - Suisse romande : 8 juillet 2018 (Festival international du film fantastique de Neuchâtel 2018)

## Distribution
- Nicolas Cage (VF : Dominique Collignon-Maurin) : Red Miller
- Andrea Riseborough (VF : Léa Gabriele) : Mandy Bloom
- Linus Roache (VF : Maurice Decoster) : Jeremiah Sand
- Bill Duke (VF : Bruno Henry) : Caruthers
- Richard Brake (VF : Jérôme Pauwels) : le chimiste
- Ned Dennehy (VF : Jean-François Vlérick) : le frère Swan
- Olwen Fouéré (VF : Colette Venhard): la mère Marlène
- Line Pillet : la sœur Lucy
- Clément Baronnet : le frère Klopek
- Alexis Julemont : le frère Hanker
- Sam Louwyck : le shérif (scènes coupées)
- Hayley Saywell : Sis

## Production

### Tournage
Le tournage a essentiellement lieu en Belgique, notamment Chaudfontaine, Malmedy ou encore Lasne,.

## Distinctions

### Sélections
- Festival de Sundance 2018 : Section « Midnight »
- Festival de Cannes 2018 : Quinzaine des réalisateurs
- L'Étrange Festival 2018 : compétition officielle

### Récompense
- Festival international du film de Catalogne 2018 : Prix du meilleur réalisateur

### Documentation
- Mandy, arc-en-ciel rouge sang, analyse du film sur Le Suricate magazine